# Ozarba geta
Ozarba geta là một loài bướm đêm trong họ Noctuidae.